# 정족수 감지
정족수 감지 또는 쿼럼 센싱(Quorum sensing) 또는 쿼럼 시그널링(quorum signaling, QS)은 생물학에서 유전자 조절을 통해 세포 집단 밀도를 감지하고 이에 응답하는 능력이다. 정족수 감지는 세포 신호의 일종으로, 보다 구체적으로는 측분비 신호의 일종으로 간주될 수 있다. 그러나 이는 또한 자가분비 신호 전달의 특성을 모두 포함한다. 즉, 세포는 자가유도 물질 분자와 자가유도 물질에 대한 수용체를 모두 생성한다. 한 가지 예로서, 정족수 감지는 박테리아가 특정 유전자의 발현을 결과적인 표현형이 가장 유익할 높은 세포 밀도로 제한할 수 있도록 하며, 특히 낮은 세포 밀도에서는 효과가 없고 따라서 표현하기에는 에너지 비용이 너무 많이 드는 표현형의 경우 더욱 그러하다. 많은 박테리아 종은 정족수 감지를 사용하여 해당 지역 개체의 밀도에 따라 유전자 발현을 조정한다. 비슷한 방식으로 일부 사회성 곤충은 정족수 감지를 사용하여 둥지를 틀 위치를 결정한다. 병원성 박테리아의 정족수 감지는 세로토닌으로 전환되는 트립토판과 같은 영양소의 박테리아 섭취를 제한함으로써 숙주 면역 신호를 활성화하고 숙주 생존을 연장한다. 따라서 정족수 감지는 숙주와 병원성 박테리아 사이의 공생적 상호작용을 가능하게 한다. 정족수 감지는 암세포 소통에도 유용할 수 있다.

## 같이 보기
- 세포 신호전달
- 집단행동
- 페로몬
- 신호전달
- 떼 지능